# Fernando Vega Santa Gadea
Fernando Vega Santa-Gadea (Lima, 31 de mayo de 1931 - Lima, 26 de septiembre del 2008) fue un abogado y político peruano. Fue ministro de Justicia durante el gobierno de Alberto Fujimori. Era primo de Marco Aurelio Denegri.

## Carrera política

### Ministro de Justicia
El 6 de noviembre de 1991, fue designado como ministro de Justicia por el presidente Alberto Fujimori en el gabinete ministerial liderado por Alfonso de los Heros.
Durante su gestión se llevó a cabo la reforma penitenciaria más importante de los últimos 50 años, construyéndose más de 20 nuevos centros penitenciarios y remodelándose más de 20 existentes. Tuvo la responsabilidad en el golpe de Estado del 5 de abril de 1992 dirigido por Alberto Fujimori, donde luego fue investigado por dicho acto.
Ha sido el ministro de Estado que más tiempo ha permanecido como titular de la Cartera de Justicia en la historia republicana.

### Embajador en España
En marzo de 1996 fue nombrado Embajador Extraordinario y Plenipotenciario del Perú ante el Reino de España, cargo en el que permaneció hasta 1997.

## Fallecimiento
El 26 de septiembre del 2008, Fernando Vega falleció a los 77 años en la ciudad de Lima.